# Wassili Iwanowitsch Anutschin
Wassili Iwanowitsch Anutschin, russisch Василий Иванович Анучин, wiss. Transliteration Vasilij Ivanovič Anučin (* 2. Apriljul. / 14. April 1875greg. in der Region Krasnojarsk; † 4. November 1941 in Samarkand) war ein russischer Ethnograf und Journalist. Zu seinen Werken zählt eines über den Schamanismus der Keten (historischer Name: Jenissei-Ostjaken).

## Werke
- Očerk šamanstva u jenisejskich ostjakov. (russ.), St. Petersburg 1914 (web)